# 橘木・大竹論争
橘木・大竹論争（たちばなき・おおたけ ろんそう）は、当時京都大学教授だった橘木俊詔と大阪大学教授の大竹文雄の間の論文のやり取りの総称。

## 概要
橘木の論を否定する論文を大竹が出し、両者のあいだでやり取りが行なわれた。この論争はマスコミで取り上げられジャーナリズム的には注目された。
まず橘木が1998年の著書『日本の経済格差』で、ジニ係数を用い日本において世帯単位の所得格差、貧富の格差が増大しており「一億総中流社会」は崩れていると論じた。それ自体は反響を呼んだものの、大竹はジニ係数の上昇は、もっぱら人口構成の変化（高齢化、単身者世帯の増加）による見かけの上の現象によるところが大きく、このデータだけでは貧富の格差が拡大していると結論づけることはできない、と論じた。
後者の指摘を含めた大竹の見解は後に2005年の著書『日本の不平等』にまとめられた。橘木（2006）では、ジニ係数の解釈について大竹の指摘を是とした上で、「高齢貧困者」の増加という論点を提起する「反論」を行った。
なお2006年1月19日、内閣府は「経済的格差の動向」と題する資料を発表し、大竹の見解に沿う形で、ジニ係数の増大に見られる所得格差の拡大は高齢化、世帯規模の縮小などによって「見かけ上拡大」したものだ、とし経済学的な論争という見解は示していない。

## 関連文献
（出版順）
- 橘木俊詔（1998年）『日本の経済格差—所得と資産から考える—』岩波新書
- 大竹文雄（2005年）『日本の不平等 —格差社会の幻想と未来—』日本経済新聞社
- 橘木俊詔（2006年）『格差社会—何が問題なのか—』岩波新書